# Prêmio Bibi Ferreira 2024
A 11ª Edição da Cerimônia de Entrega dos Prêmios Bibi Ferreira ocorreu em 30 de outubro de 2024, sediada no teatro Santander, na cidade de São Paulo.

## Cerimônia
O período de elegibilidade se iniciou em 1 de julho de 2023 e se estendeu até 30 de junho de 2024, acompanhando produções de musicais e peças teatrais em cartaz na cidade.
Nesta edição, a premiação de melhor musical se divide nas categorias "Melhor Musical Estrangeiro" e "Melhor Musical Brasileiro", diferente das edições passadas dos quais os musicais poderiam ser indicados em "Melhor Musical" e "Melhor Musical Brasileiro.
Ao todo, 16 musicais foram indicados neste ano em 19 categorias. Beetlejuice - O Musical lidera em número de indicações, com 12 ao todo, seguido de Cabaret - Kit Kat Club e Priscilla, a Rainha do Deserto com 10 indicações cada.
Em peças de teatro, 12 foram indicadas em 10 categorias. Primeiro Hamlet e Tio Vânia tiveram 7 indicações cada.

## Indicados e vencedores[2]
Os vencedores estão destacados em negrito.

### Teatro Musical
| Melhor Musical Estrangeiro | Melhor Musical Brasileiro |
| --- | --- |
| Beetlejuice - O Musical - Cabaret - Kit Kat Club - Funny Girl - A Garota Genial - Priscilla, a Rainha do Deserto | Um Grande Encontro, o Musical - Codinome Daniel - O Rei do Rock, o Musical - Tarsila, a Brasileira |
| Melhor Versão em Musicais | Melhor Direção em Musicais |
| Funny Girl - A Garota Genial - Bianca Tadini e Luciano Andrey - Beetlejuice - O Musical - Claudio Botelho - Cabaret - Kit Kat Club - Mariana Elisabetsky                                                                                              | Kleber Montanheiro - Cabaret - Kit Kat Club - Gustavo Barchilon - Funny Girl - A Garota Genial - Jarbas Homem de Mello – Um Grande Encontro – O Musical - Mariano Detry - Priscilla, a Rainha do Deserto - Tadeu Aguiar - Beetlejuice - O Musical |
| Melhor Ator | Melhor Atriz |
| Eduardo Sterblitch - Beetlejuice - O Musical - Beto Sargentelli - O Rei do Rock, o Musical - Diego Martins - Priscilla, a Rainha do Deserto - Miguel Falabella - Kiss Me Kate! O Beijo da Megera - Tiago Barbosa - Iron - O Homem da Máscara de Ferro | Giulia Nadruz - Funny Girl - A Garota Genial - Ana Luiza Ferreira - Beetlejuice - O Musical - Cláudia Raia - Tarsila, a Brasileira - Fabi Bang - Cabaret - Kit Kat Club - Verónica Valenttino - Priscilla, a Rainha do Deserto                    |
| Ator Coadjuvante | Atriz Coadjuvante |
| César Mello - Uma Linda Mulher - o Musical - Fabrizio Gorziza - Priscilla, a Rainha do Deserto - Márcio Sam - Um Grande Encontro, o Musical - Stepan Nercessian - O Rei do Rock, o Musical - Tauã Delmiro - Bob Esponja, o Musical                    | Larissa Carneiro - Um Grande Encontro, o Musical - Bruna Guerin - Kiss Me Kate! O Beijo da Megera - Fafy Siqueira - Kiss Me Kate! O Beijo da Megera - Luciana Ramanzini - Codinome Daniel - Thais Piza - Beetlejuice - O Musical                  |
| Revelação em Musicais | Direção Musical |
| Davi Sá - Bob Esponja, o Musical - Flávio Pacarato - Mundaréu de Mim - Marina Braga - Um Grande Encontro, o Musical | Carlos Bauzys - Funny Girl - A Garota Genial - Daniel Rocha - Um Grande Encontro, o Musical - Fernanda Maia - Cabaret - Kit Kat Club - Laura Visconti - Beetlejuice - O Musical - Thiago Gimenes - O Rei do Rock, o Musical                       |
| Melhor Cenografia | Melhor Figurino |
| Priscilla, a Rainha do Deserto - Matt Kinley - Beetlejuice - O Musical - Renato Theobaldo - Bob Esponja, o Musical - Natália Lana - Uma Linda Mulher - o Musical - Adam Koch                                                                          | Cabaret - Kit Kat Club - Kleber Montanheiro - Beetlejuice - O Musical - Dani Vidal e Ney Madeira - Kiss Me Kate! O Beijo da Megera - Karen Brusttolin - Priscilla, a Rainha do Deserto - Fábio Namatame                                           |
| Melhor Dramaturgia Original | Melhor Letra e Música |
| Codinome Daniel - Zé Henrique de Paula - Mundaréu de Mim - Vitor Rocha - Um Grande Encontro, o Musical - Túlio Rivadávia | Iron - O Homem da Máscara de Ferro - Elton Towersey - Codinome Daniel - Fernanda Maia e Zé Henrique de Paula - Luther King, o Musical - Caique Oliveira e Paulo Ocanha                                                                            |
| Melhor Coreografia | Melhor Arranjo Original |
| Kiss Me Kate! O Beijo da Megera - Alonso Barros - Cabaret - Kit Kat Club - Barbara Guerra - Priscilla, a Rainha do Deserto - Mariana Barros - Um Grande Encontro, o Musical - Sabrina Mirabelli - Uma Linda Mulher - o Musical - Kátia Barros         | Um Grande Encontro, o Musical - Daniel Rocha - 80 A Década do Vale Tudo – Doc. Musical - Jules Vandystadt - Adorável Trapalhão, o Musical - Diego Salles                                                                                          |
| Melhor Desenho de Luz | Melhor Desenho de Som |
| Priscilla, a Rainha do Deserto - Warren Letton - Beetlejuice - O Musical - Daniela Sanchez - Cabaret - Kit Kat Club - Gabriele Souza - Uma Linda Mulher - o Musical - Cory Pattak                                                                     | Cabaret - Kit Kat Club - Fernando Wada e João Baracho - Beetlejuice - O Musical - Gabriel D’Angelo - Funny Girl - A Garota Genial - Tocko Michelazzo e Gabriel Bocutti                                                                            |
| Melhor Visagismo em Musicais | |
| Cabaret - Kit Kat Club - Louise Helène - Beetlejuice - O Musical - Anderson Bueno - Bob Esponja, o Musical - Feliciano San Roman - Priscilla, a Rainha do Deserto - Alisson Rodrigues e Feliciano San Roman                                           | |

### Peça Teatral
| Melhor Peça | Melhor Direção em Peça de Teatro |
| --- | --- |
| O Vazio na Mala - Gostava Mais dos Pais - Órfãos - Primeiro Hamlet - Sra. Klein - Tio Vânia - Traidor                                                                                      | Victor Garcia Peralta - Sra. Klein - Débora Lamm - Gostava Mais dos Pais - Eduardo Tolentino de Araújo - Tio Vânia - Fernando Philbert - Órfãos - Gerald Thomas - Traidor      |
| Melhor Ator | Melhor Atriz |
| Brian Penido Ross - Tio Vânia - Chico Carvalho - Primeiro Hamlet - Ernani Moraes - Órfãos - José Rubens Chachá - Palhaços - Marco Nanini - Traidor                                         | Noemi Marinho - O Vazio na Mala - Ana Beatriz Nogueira - Sra. Klein - Anna Cecília Junqueira - Tio Vânia - Bianca Bin - O Nome do Bebê - Helô Cintra Castilho - O Outro Borges |
| Melhor Ator Coadjuvante | Melhor Atriz Coadjuvante |
| Caio Paduan - Palhaços - Elias Andreato - Primeiro Hamlet - Júlio Oliveira - The Boys in the Band - Os Garotos da Banda - Marcelo Ullmann - O Nome do Bebê - Zé Carlos Machado - Tio Vânia | Kika Kalache - Sra. Klein - Camila Czerkes - Tio Vânia - Fernanda Vasconcellos - Sra. Klein - Luciana Carnieli - Primeiro Hamlet - Walderez de Barros - Tio Vânia              |
| Melhor Cenografia | Melhor Desenho de Luz |
| Traidor - Fernando Passetti - O Vazio na Mala - Márcio Medina - Órfãos - Natália Lana - Primeiro Hamlet - José Carlos Serroni                                                              | Primeiro Hamlet - Wagner Freire - O Outro Borges - Guilherme Bonfanti - Palhaços - César Pivetti                                                                               |
| Melhor Figurino | Melhor Dramaturgia |
| Primeiro Hamlet - Gabriel Villela - O Outro Borges - Simone Mina - Traidor - Antônio Guedes                                                                                                | O Vazio na Mala - Nanna de Castro - A Vida Passou por Aqui - Claudia Mauro - O Outro Borges - Samir Yazbek                                                                     |

## Resumo
Lista de espetáculos com mais de uma indicação:
| Programa                           | Indicações | Vitórias |
| ---------------------------------- | ---------- | -------- |
| Beetlejuice - O Musical            | 12         | 2        |
| Cabaret - Kit Kat Club             | 10         | 4        |
| Priscilla, a Rainha do Deserto     | 10         | 2        |
| Um Grande Encontro, o Musical      | 9          | 3        |
| Primeiro Hamlet                    | 7          | 2        |
| Tio Vânia                          | 7          | 1        |
| Funny Girl - A Garota Genial       | 6          | 3        |
| Sra. Klein                         | 5          | 2        |
| Kiss Me Kate! O Beijo da Megera    | 5          | 1        |
| Traidor                            | 5          | 1        |
| O Vazio na Mala                    | 4          | 3        |
| Bob Esponja, o Musical             | 4          | 1        |
| Codinome Daniel                    | 4          | 1        |
| Uma Linda Mulher - o Musical       | 4          | 1        |
| O Outro Borges                     | 4          | 0        |
| O Rei do Rock, o Musical           | 4          | 0        |
| Órfãos                             | 4          | 0        |
| Palhaços                           | 3          | 1        |
| Iron - O Homem da Máscara de Ferro | 2          | 1        |
| Gostava Mais dos Pais              | 2          | 0        |
| Mundaréu de Mim                    | 2          | 0        |
| O Nome do Bebê                     | 2          | 0        |
| Tarsila, a Brasileira              | 2          | 0        |

## Apresentações

### Apresentações principais
- Adriana Lessa e José Rubens Chachá - Apresentação dos prêmios Melhor Dramaturgia Original em Peça de Teatro e em Musicais, e Melhor Versão em Musicais
- Diego Montez e Gabb - Apresentação dos prêmios Melhor Visagismo em Musicais, Melhor Figurino em Peça de Teatro e em Musicais
- Caco Ciocler - Homenagem a Nathalia Timberg
- Bianca Bin e Hugo Bonemer - Apresentação dos prêmios Melhor Cenografia em Peça de Teatro e em Musicais, Melhor Desenho de Luz em Musicais e em Peça de Teatro
- Bruna Guerin e Verónica Valenttino - Apresentação dos prêmios Melhor Desenho de Som, Melhor Arranjo Original e Melhor Letra e Música em Musicais
- Fernanda Vasconcellos e Ivan Parente - Apresentação dos prêmios Melhor Coreografia e Melhor Direção Musical em Musicais
- Marllos Silva e Henilton Menezes - Apresentação do prêmio Melhor Espetáculo por Voto Popular
- Mateus Ribeiro e Carol Costa - Apresentação dos prêmios Melhor Atriz Coadjuvante e Melhor Ator Coadjuvante em Musical e em Peça de Teatro
- Bibiana Berg e Marcelo Demetrius - Apresentação do prêmio Revelação em Musicais
- Myra Ruiz e Caio Paduan - Apresentação dos prêmios Melhor Direção em Peça de Teatro e em Musical
- Saulo Vasconcelos e Sara Sarres - Apresentação dos prêmios Melhor Ator e Melhor Atriz em Musical e em Peça de Teatro
- Tiago Abravanel - Apresentação dos prêmios Melhor Peça de Teatro, Melhor Musical Brasileiro e Melhor Musical Estrangeiro

### Números musicais
- Tiago Abravanel - Abertura
- Giulia Nadruz - Apresentação do número musical "Não vem trazer chuva pra estragar meu sol" de Funny Girl - A Garota Genial
- Beto Sargentelli - Apresentação do número musical de O Rei do Rock, o Musical
- Diego Martins - Apresentação do número musical de Priscilla, a Rainha do Deserto
- Fabi Bang e elenco - Apresentação do número musical de Cabaret - Kit Kat Club
- Ana Luiza Ferreira - Apresentação do número musical de Beetlejuice - O Musical
- Vinícius Loyola e Larissa Carneiro - Apresentação do número musical de Um Grande Encontro, o Musical